# Weeshuis (Hengelo)
Het voormalige weeshuis van de Nederlands Hervormde Gemeente in Hengelo aan de Emmaweg nr.5, is in 1894 gebouwd. Het stond destijds aan de rand van het centrum. Het is een gemeentelijk monument.

## Beschrijving
Het is een pand zonder verdieping met een zadeldak. De tekst op de natuurstenen gevelsteen Ned.Herv.Weeshuis is nog goed leesbaar. De muurankers aan weerszijden van de steen zijn versierd, evenals de houten windveren. Het venster links van de voordeur is authentiek, het rechtervenster niet. 

## Motivatie
Het gebouw is een gemeentelijk monument vanwege "Enig monument in Hengelo dat een dergelijke functie heeft gehad; waardoor het een hoge zeldzaamheidswaarde heeft en het onvervangbaar is. Cultuurhistorisch gezien heeft het pand daardoor grote waarde mede doordat het duidelijk herkenbare verwijzingen bevat (door de gevelsteen) naar de bijzondere maatschappelijke functie."
 Tot zover de gemeente Hengelo.
In het tijdschrift "Oald Hengel" maakt Harm Nijhoff bezwaar tegen het 'enig weeshuis'. Emmaweg 5 is niet het enige gebouw, waar het weeshuis was gevestigd. Het eerste pand was  Albrechtsweg 15. Nijhoff heeft daar negen jaar gewoond. Het was toen geen weeshuis meer maar er waren nog wel sporen van het gebruik als weeshuis.

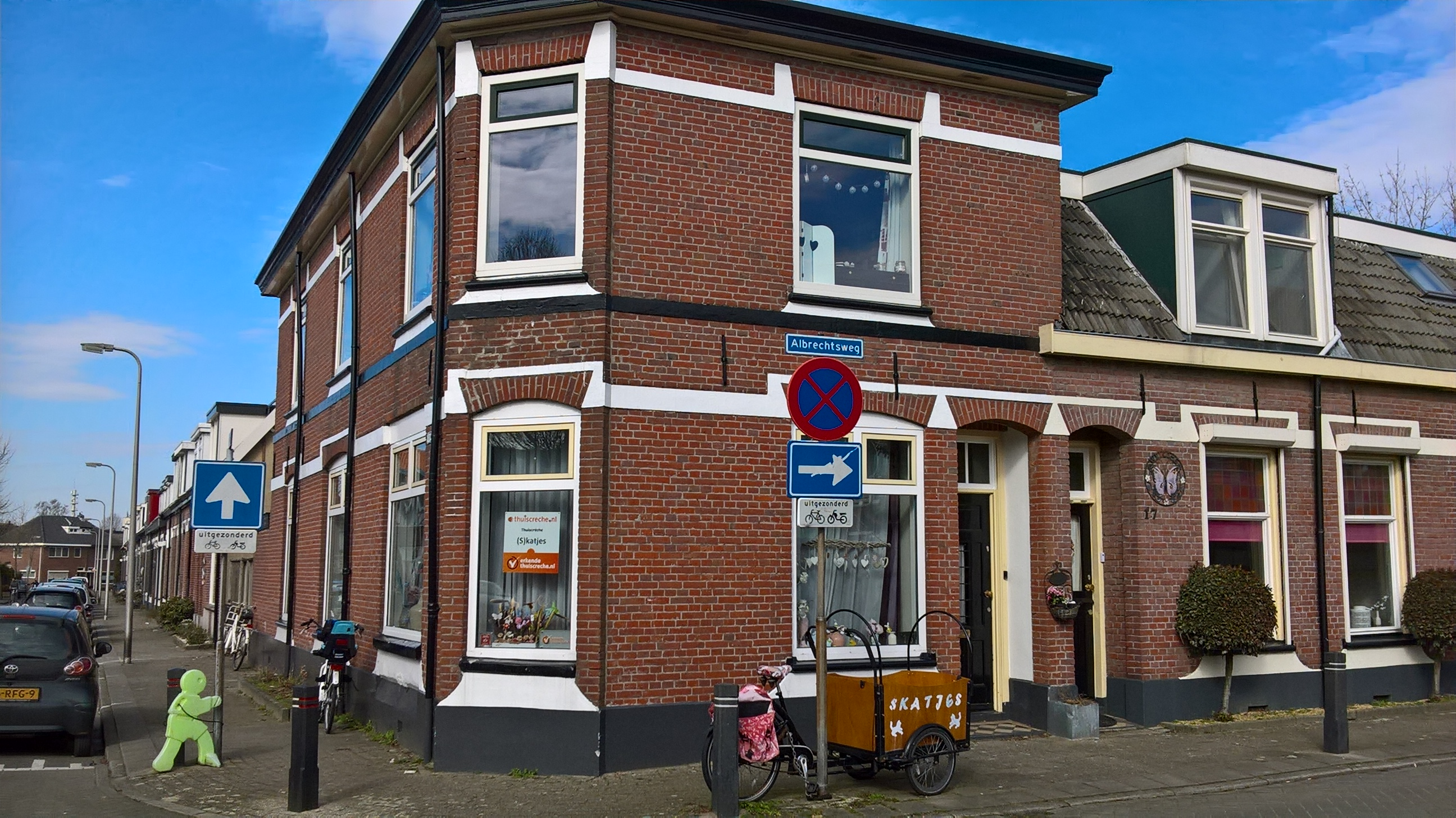
Alberechtsweg in 2018

## Geschiedenis
Op 20 januari 1889 werd de Protestantse Vereeniging 'Weldoen geeft Geluk' opgericht. Het doel was het stichten van een weeshuis. 1 mei 1910 is de opening van het weeshuis op de hoek Albrechtsweg-Adamsweg (voorheen Goorweg). Het hoekhuis is dan verbouwd: er is een verdieping opgezet. Er is plaats voor 10 kinderen.
Mevrouw Reef, de bijna 100-jarige buurvrouw van Harm Nijhoff, heeft hem verteld dat het weeshuis in 1917 nog in gebruik was aan de Albrechtsweg.
In 1928 wordt het pand verkocht, de Vereeniging neemt de gevelsteen met opschrift NED.HERV.WEESHUIS mee. In 1931 koopt de Vereeniging het  pand Emmaweg 5, de steen wordt in de gevel gemetseld.
Het is niet bekend wanneer het weeshuis is opgeheven. In 2018 is het particulier bezit.